# Christian Munthe
Christian Munthe, född 1962, är en svensk professor i praktisk filosofi vid Göteborgs universitet, vars forskning främst kretsar kring etik som har att göra med hälsa, vetenskap, teknologi och miljö, som också är verksam inom musik och skönlitteratur. 

## Akademisk verksamhet
Munthe blev filosofie doktor i praktisk filosofi vid Stockholms universitet 1993, på avhandlingen Livets slut i livets början: en studie i abortetik. Efter en postdoktoral period vid Centrum för forskningsetik i Göteborg, blev han 1998 universitetslektor i praktisk filosofi vid Göteborgs universitet och erhöll samma år docenttitel. 2004 befordrades Munthe till professor och har sedan fortsatt sin forskargärning, vid sidan av uppdrag som prefekt och viceprefekt för forskning vid Filosofiska institutionen respektive Institutionen för filosofi, lingvistik och vetenskapsteori. 
Munthe har publicerat 9 akademiska böcker och mer än 70 forskningsartiklar och utvecklat ett tvärvetenskapligt arbetssätt som kombinerar filosofisk analys, empirisk forskning och nära samarbete med andra forskningsdiscipliner, praktiker och beslutsfattare, med särskild koncentration på områdena medicin, sjukvård, folkhälsa, vetenskap, teknik, miljö och samhälle. Han har också bedrivit betydande grundforskning i moralfilosofi, särskilt gällande etisk utvärdering av beslutsfattande under osäkerhet och den s.k. försiktighetsprincipen. Han var medgrundare av Centrum för etik, juridik och mental hälsa (CELAM) och Centrum för antibiotikaresistensforskning (CARe) vid Göteborgs universitet, och är idag styrelseledamot i båda dessa centra. 
Munthe invaldes som arbetande ledamot i Kungliga vetenskaps- och vitterhetssamhället i Göteborg 2005. Sedan 2021 är han ledamot av Socialstyrelsens råd för etiska frågor, liksom ordförande i den internationella samverkansorganisationen för antibiotikaresistensforskning, JPIAMRs, etikråd samt ledamot av den internationella arbetsgruppen för folkhälsoetik i det tyskspråkiga Europas Akademie für Ethik in der Medizin. 2000-2006 var han ledamot av Statens medicinsk-etiska råd, 2014-2018 var han adjungerad ledamot av Svenska Läkaresällskapets delegation för medicinsk etik, och 2015-2018 var han ledamot i Gentekniknämnden. 2016-2018 utsågs han av humanistiska fakultetens elektorsförsamling till ersättare i styrelsen för Göteborgs universitet. 
Mer detaljerad information, liksom en kontinuerligt uppdaterad lista av akademiska publikationer och presentationer finns via Munthes webbsida på Göteborgs universitet.